# Kamienica Hermana Sieraczka w Warszawie

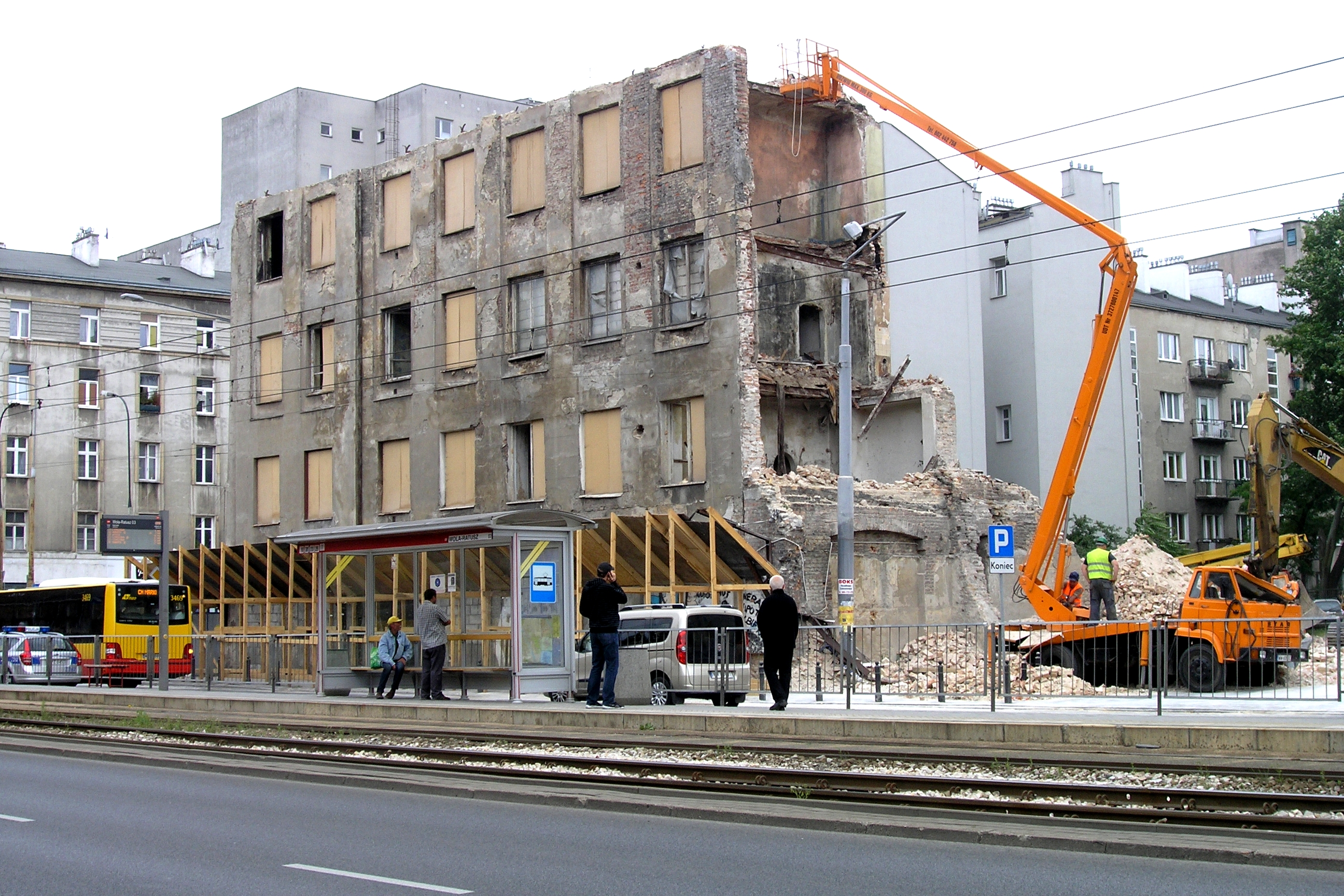
Uprzątanie zniszczeń po katastrofie budowlanej podczas rozbiórki Kamienicy Hermana Sieraczka w Warszawie

Kamienica Hermana Sieraczka – kamienica, która znajdowała się w Warszawie przy skrzyżowaniu  alei „Solidarności” z ulicą Żelazną, na terenie dzielnicy Wola. Rozebrana w 2014 roku.

## Historia
Kamienica powstała na początku XX wieku. Jej właścicielem był Herman Sieraczek, prowadzący w oficynie fabrykę kapeluszy „Eleganto”. Przedwojenny adres kamienicy to ul. Leszno 81. W czasie II wojny światowej kamienica wchodziła w skład kompleksu getta warszawskiego. Przetrwała działania wojenne, w tym powstanie warszawskie, i uniknęła rozbiórki podczas powojennej budowy Al. Gen. Świerczewskiego (obecnie Al. Solidarności). W czerwcu 2008 r. miejskie biuro nieruchomości przekazało budynek władzom dzielnicy Wola, ale pojawiły się roszczenia byłych właścicieli uniemożliwiające rozbiórkę obiektu, jego sprzedaż lub pozyskanie inwestorów na remont kamienicy. Do rozpoczęcia rozbiórki obiekt był pustostanem. W styczniu 2013 r. w kamienicy miał miejsce pożar, wywołany przez zaprószenie ognia (prawdopodobnie przez osoby bezdomne), w wyniku którego spaliło się jedno pomieszczenie.
W czerwcu 2014 ruszyła rozbiórka kamienicy. W dniu 21 czerwca około godziny 9 podczas rozbiórki doszło do katastrofy budowlanej. Podczas prac jedna z bocznych ścian zawaliła się na stojący obok samochód z wysięgnikiem. Żaden z robotników nie ucierpiał. Na miejscu zjawili się funkcjonariusze policji oraz dwa zastępy straży pożarnej. Strażacy ewakuowali robotników pozostających na wysięgniku. W związku z katastrofą prace rozbiórkowe przyśpieszono i kamienicę rozebrano w całości w dniach 21-22 czerwca. W związku z pracami rozbiórkowymi zamknięto między innymi jezdnię w kierunku placu Bankowego, a także wstrzymano ruch tramwajowy. Rejon rozbiórki zabezpieczała Straż Miejska.